# Традиційне дербі
Традиційне дербі (словац. Tradičné derby) або Західнословацьке дербі (словац. Západoslovenské derby) — протистояння найпопулярніших словацьких футбольних клубів — «Слована» (Братислава) і «Спартака» (Трнава). Перший матч відбувся в 1926 році.

## Історія
«Слован» (Братислава) був заснований у 1919 році, а «Спартак» (Трнава) — у 1923 році. Перший матч між двома клубами відбувся 21 березня 1926 року у Трнаві, і «Спартак» виграв з рахунком 3:1.
Суперництво між двома клубами, по суті є спортивним, і воно зародилося в 1932 року після суперечливого переходу Франтішека Масаровича зі «Спартака» в «Слован». З цього моменту кожен перехід гравця зі «Спартака» до «Слована» (у наступні роки Антон Малатинський, Міхал Бенедикович чи Йозеф Адамець), або у зворотному напрямку, викликав невдоволення уболівальників.
Період з 1967/68 по 1971/72 роки був найуспішнішим з погляду спортивного протистояння, коли обидва клуби поперемінно ставали чемпіонами та призерами Чехословаччини.
Перший матч у чемпіонаті Словаччини команди зіграли 11 вересня 1993 року, в якому братиславський «Слован» переміг з рахунком 3:1.
17 травня 2009 року перший в історії матч було зіграно за зачиненими дверима після санкції ФА Словаччини, накладеної у відповідь на випади вболівальників «Спартака» з Трнави під час матчу проти «Нітри».

## Вболівальники

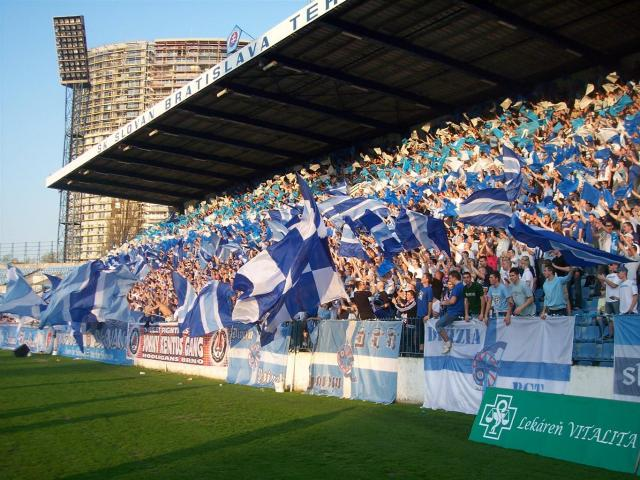
Фанати «Слована» називаються Ultras Slovan
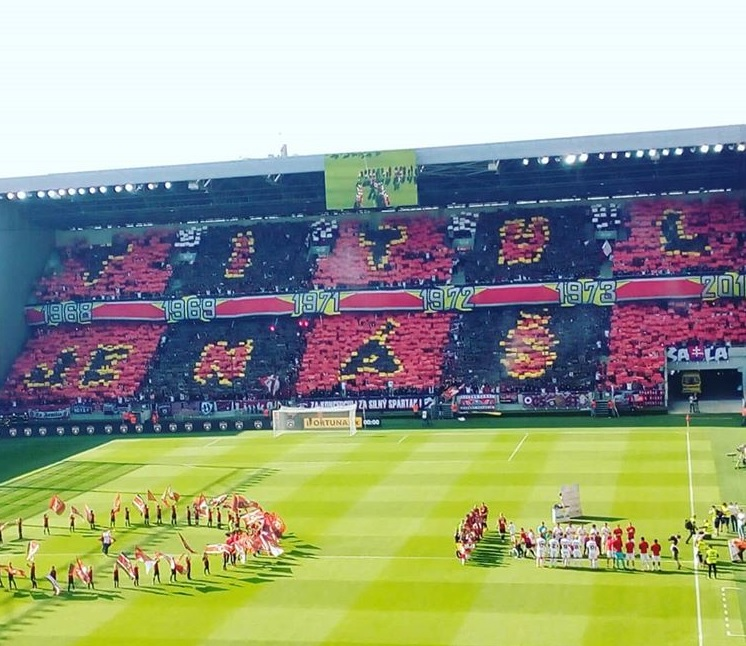
Перформанс Ultras Spartak